# Joseph Demannez
Pour les articles homonymes, voir Demannez.
Joseph Demannez, né à Anvers le 19 août 1826 et mort à Saint-Josse-ten-Noode le 18 février 1902, est un graveur et un aquafortiste belge.
Il est professeur à l'Académie royale des beaux-arts de Bruxelles. Au Salon de Bruxelles de 1872, il obtient une médaille d'or.
Ses œuvres sont notamment conservées au Musée royal des Beaux-Arts d'Anvers et au Rijksmuseum Amsterdam.

## Biographie

### Famille
Joseph (Joseph Arnold) Demannez, né à Anvers le 19 août 1826, est le fils de François Paschase Demannez (1785-1837), employé aux accises, et de Marie Françoise Barbe Van Donghen (1789-1866), mariés à Bruxelles le 26 avril 1823.
Le 15 juin 1867, il épouse à Saint-Josse-ten-Noode Marie Baugniet, née à Bruxelles, le 22 septembre 1842. L'un de leurs témoins de mariage est le graveur Joseph Franck. Le couple est parent de plusieurs enfants, dont François Arnould Demannez (1869), artiste peintre et Charles Demannez (1876), artiste lyrique.

### Formation
Joseph Demannez est étudiant à l'École royale de gravure de Bruxelles, où il bénéficie de l'enseignement de Luigi Calamatta qui lui inculque les principes de la taille et le maniement du burin. 
Pour la première fois, il expose ses œuvres en participant au Salon de Bruxelles de 1848, où il envoie trois gravures : Galilée, Le Sacrifice d'Abraham et Thomas. À titre d'encouragement, il reçoit une somme de 250 francs.
À Bruxelles, Joseph Demannez s'inscrit pour participer au Prix de Rome belge ouvert à la gravure en 1848 et permettant au lauréat de recevoir une pension durant quatre ans, afin de se perfectionner à l'étranger. Sont en lice les élèves anversois d'Erin Corr : Joseph Bal et Pierre Jean Baptiste Van Reeth, opposés aux élèves de l'école bruxelloise de Calamatta : Jean-Baptiste Meunier, Joseph Demannez et Joseph Franck qui doivent réaliser un dessin de Faune d'après l'antique, puis le reproduire au burin. Cependant, avant la fin du concours, Joseph Demannez est réclamé par la conscription et doit abandonner la compétition. Le 30 octobre 1848 le prix de Rome est décerné à Joseph Bal.

### Carrière
Il participe à l'Exposition universelle de 1862 à Londres. Lors de l'Exposition universelle de 1867 à Paris, Joseph Demannez envoie Roméo et Juliette, d'après Charles Jalabert et reçoit les félicitations de son ancien professeur Luigi Calamatta, alors à Milan, avec lequel il est resté en contact épistolaire. Au Salon de Bruxelles de 1872, Joseph Demannez obtient une médaille d'or pour sa gravure, d'après le tableau de Henri Leys, Le Cabinet d'Erasme.
Il est correspondant (1878), membre et professeur de dessin élémentaire et d'eau forte à l'Académie royale des beaux-arts de Bruxelles (1883).
Joseph Demannez meurt, après une longue maladie, à l'âge de 75 ans, en son domicile de la rue de la Ferme au no 10, à Saint-Josse-ten-Noode, le 18 février 1902.

## Œuvre

### Caractéristiques
Joseph Demannez, formé par Luigi Calamatta, tout en demeurant attaché à l'idéal classique, s'affranchit progressivement des pratiques compassées et introduit une pointe de fantaisie dans ses gravures. Il est reconnu pour son talent de dessinateur. De manière générale, l'artiste ne grave pas d'après les maîtres anciens, mais choisit les œuvres de ses contemporains : Charles Jalabert, Henri Leys, Jean-François Portaels, Florent Willems ou Alexandre Markelbach. Par modestie, il se limite à dessiner quelques œuvres de Rubens, sans vouloir les représenter par la gravure, estimant qu'il ne ferait que pasticher les graveurs contemporains du maître flamand,.
Il grave également les portraits de Galilée, van Dyck, Godefroy de Bouillon, Melpomène, Léda et du roi Victor Emmanuel, (ce dernier en collaboration avec Calamatta en 1863), plusieurs portraits de bollandistes, de même que le portrait du roi des Belges Léopold Ier.

### Galerie de gravures

Adolphe Borgnet.
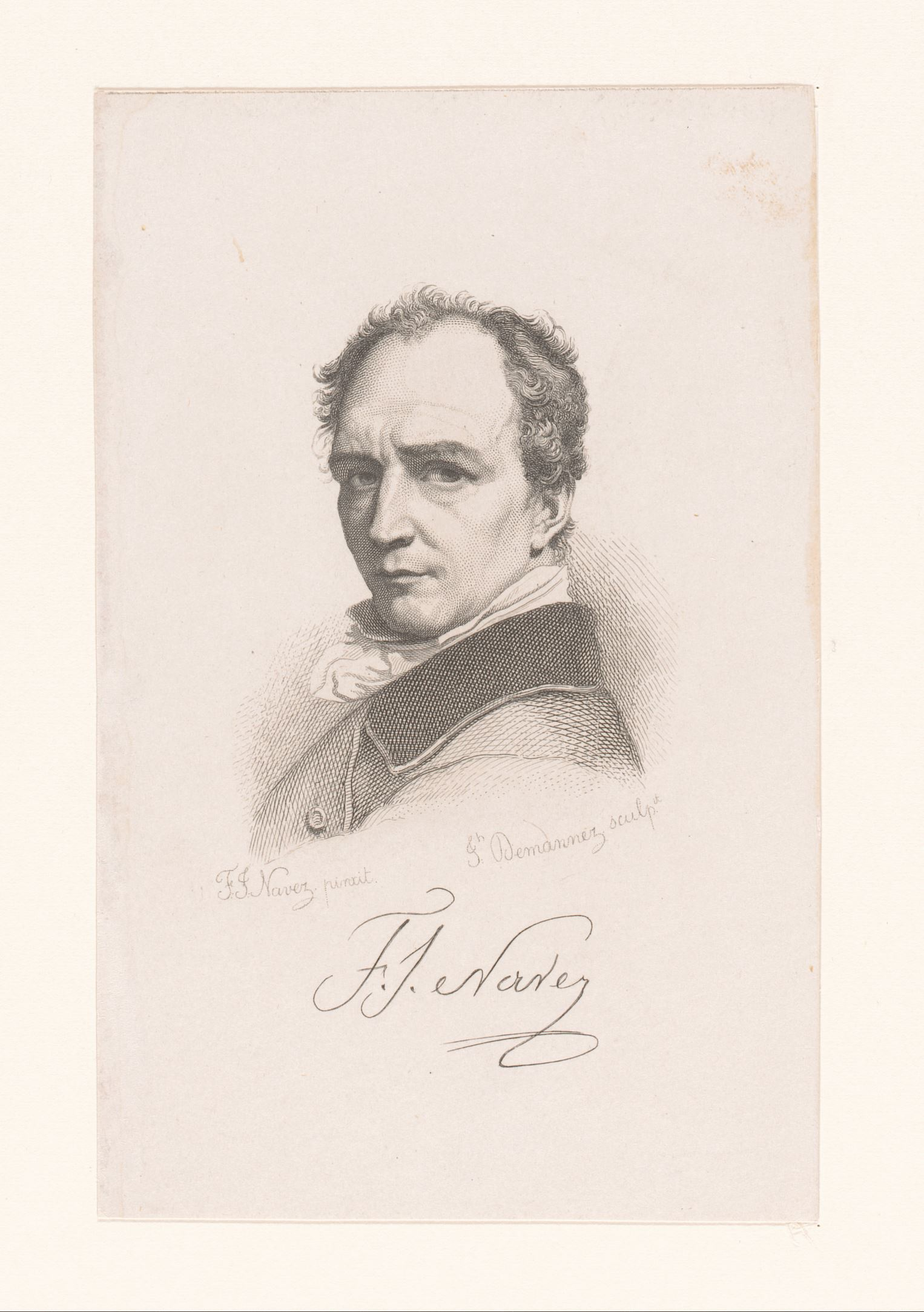
François-Joseph Navez.
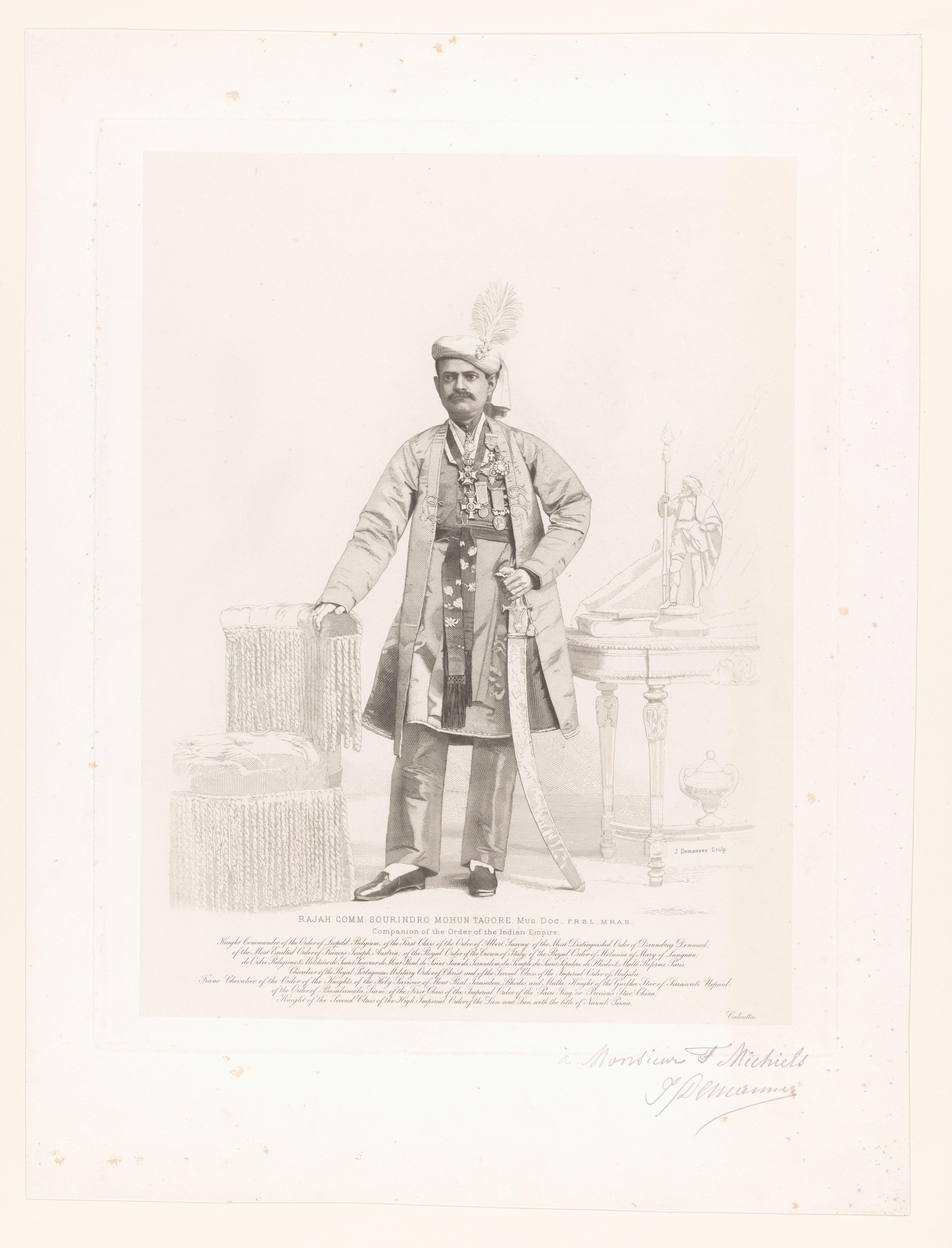
Raja Sir Sourindro Mohun Tagore.
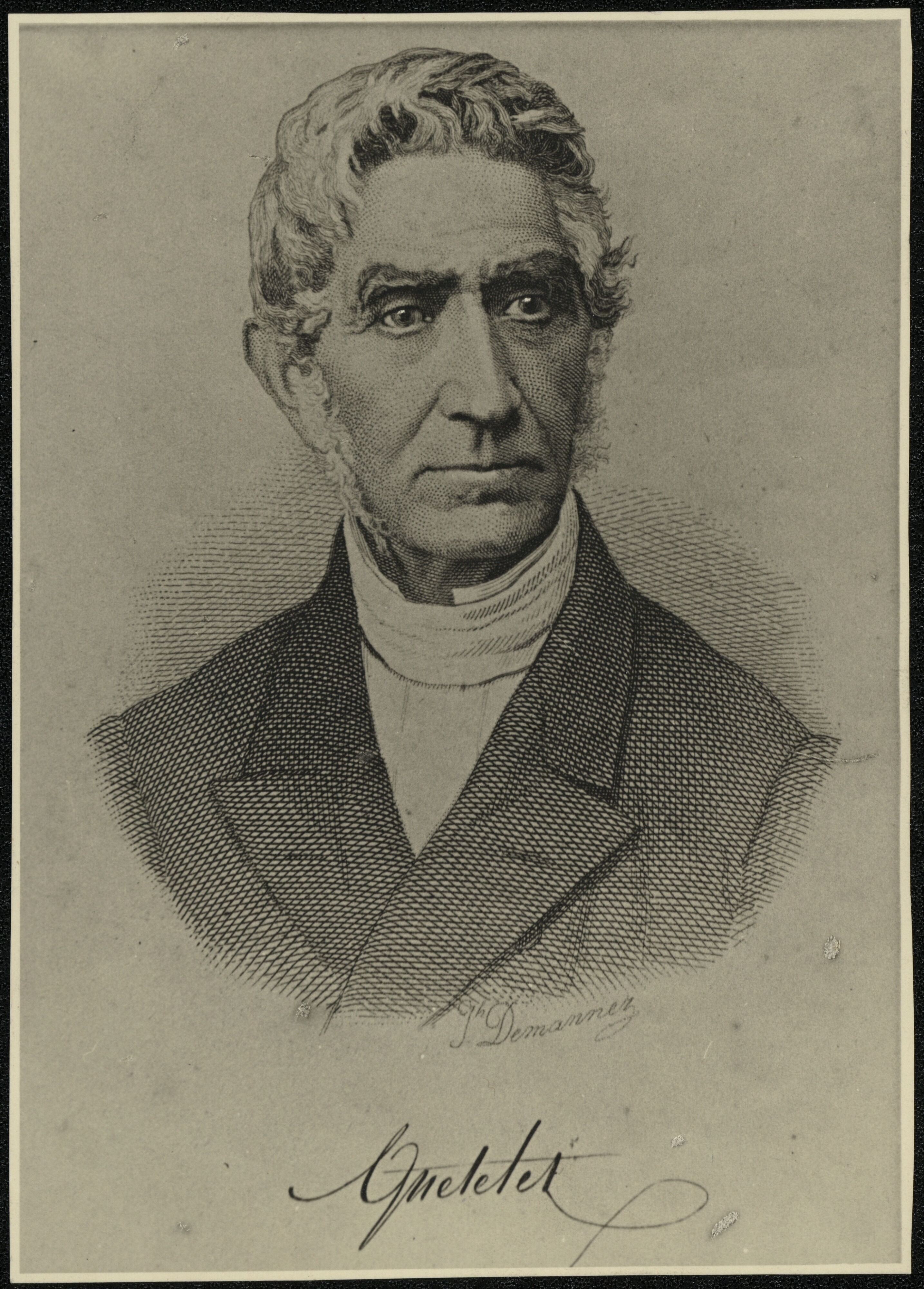
Adolphe Quetelet.
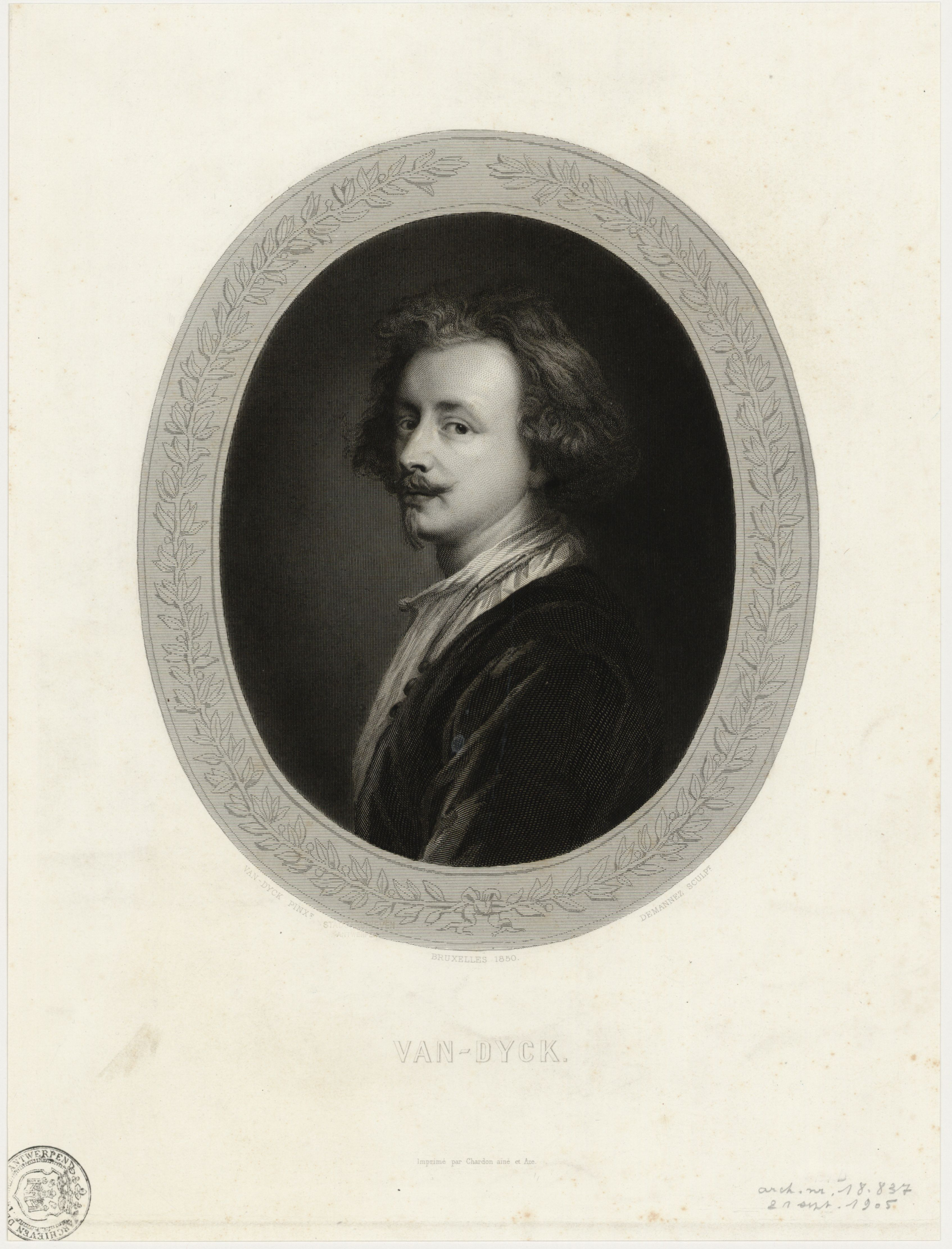
Antoine van Dyck.

### Expositions

#### Belgique
- Salon de Bruxelles de 1848 : Galilée, Le Sacrifice d'Abraham et Thomas[12].
- Salon d'Anvers de 1849 : Sacrifice d'Abraham et Galilée (gravures) et La Vierge et l'enfant Jésus (dessin d'après un tableau de Luigi Calamatta)[13].
- Salon de Bruxelles de 1851 : Van Dyck gravé d'après lui-même et Godefroid de Bouillon gravé d'après Mme Calamatta[14].
- Salon d'Anvers de 1852 : Van Dyck gravé d'après lui-même et Godefroid de Bouillon gravé d'après Mme Calamatta[15].
- Salon de Bruxelles de 1854 : Les Brigands, gravure d'après Navez et Portrait de Mme M*, gravure d'après un dessin de Joseph Schubert[16].
- Salon d'Anvers de 1855 : Portrait de M. *** (gravure)[17].
- Salon de Bruxelles de 1857 : Zékina, dessin d'après le tableau de Portaels et Géorgienne, dessin d'après le tableau de Portaels[18].
- Salon d'Anvers de 1858 : Zékina, dessin d'après le tableau de Portaels[19].
- Salon de Bruxelles de 1860 : quatre gravures : Portrait de don Carlos, fils de Philippe II, d'après Alonso Sánchez Coello, Leda, d'après Léonard de Vinci, Melpomène, d'après Eustache Le Sueur et Tête de jeune femme, d'après Le Titien[20].
- Salon d'Anvers de 1861 : quatre gravures au burin : La Bonne aventure, d'après Navez, Léda, d'après Léonard de Vinci, Melpomène, d'après Eustache Le Sueur et La Maîtresse du Titien, d'après Le Titien[21].
- Salon de Bruxelles de 1863 : Un Chrétien martyr, gravure d'après Ernest Slingeneyer[22].
- Salon de Bruxelles de 1866 : Roméo et Juliette, gravure d'après Charles Jalabert[23].
- Salon d'Anvers de 1867 : Vue prise dans le bois de Spa[24].
- Salon de Bruxelles de 1869 Jeune fille orientale, gravure d'après Portaels.
- Salon d'Anvers de 1870 : Une fille d'Orient, gravure d'après Portaels[25].
- Salon de Bruxelles de 1872 : Le Cabinet d'Erasme, gravure d'après Henri Leys , Ne mens pas ! gravure d'après Joseph Coosemans et La Pensierosa, gravure d'après Johnston[26].
- Salon d'Anvers de 1873 : Le Cabinet d'Erasme, gravure d'après Henri Leys, Ne mens pas ! gravure d'après Joseph Coosemans et La Pensierosa, gravure d'après Johnston[27].
- Salon de Gand de 1874 (XXIXe) : La Pensierosa, gravure d'après Johnston[28].
- Salon de Bruxelles de 1875 : La Veuve, gravure d'après Willems et un cadre contenant quatre portraits gravés[29].
- Salon d'Anvers de 1879 : La Veuve, gravure d'après Willems[30].
- Salon de Gand (XXXIe) de 1880 : Portrait de M. Madou, gravure et L'Éducation de la Vierge, dessin d'après Rubens[31].
- Salon d'Anvers de 1882 : Jeune fille orientale, gravure d'après Portaels[32].
- Salon de Gand de 1883 (XXXIIe) : Portrait du Rajah Sourindro Mohun-Tagore de Calcutta[33].
- Salon de Bruxelles de 1884 : gravure
- Salon de Bruxelles de 1897 : Portrait du roi Léopold Ier[34].

#### France
- Salon de Paris de 1855 : Un martyr chrétien, d'après Ernest Slingeneyer et La Bonne aventure, d'après François-Joseph Navez (gravures)[35].
- Salon de Paris de 1864 : Portrait de Van Dyck et Portrait de Godefroid de Bouillon (gravures)[35].

### Collections muséales
- Musée royal des Beaux-Arts d'Anvers[36] : 
  - Un martyr chrétien, encre sur papier, format 75 × 57,1 cm, inventaire no 1823bis/20 ;
  - Une guilde flamande au XVIIe siècle, encre sur papier, format 62,5 × 87 cm, inventaire no 1823bis/27 ;
  - Le Cabinet d'Erasme, encre sur papier, format 63,3 × 90 cm, inventaire no 1823bis/30.

- Rijksmuseum Amsterdam[37] : 
  - Quinze gravures, dont les portraits de Tilman-François Suys, architecte, Jean-Baptiste Madou, peintre, Karel Hendrik Geerts, sculpteur, Jean de Ligne, militaire et diplomate, Elbertus Leoninus, professeur à l'Université de Louvain, Jean Théodore Lacordaire, recteur de l'Université de Liège, Sourindra Mohun Tagore, musicologue bengali et François-Joseph Navez, peintre.

## Honneurs
- Chevalier de l'ordre de Léopold (7 février 1879)[38].
- Officier de l'ordre de Léopold (16 janvier 1892)[39].
- Chevalier de l'ordre du Christ (Royaume de Portugal, 1874)[11].